# Audrey Alloh
Audrey Alloh (* 21. Juli 1987 in Abidjan) ist eine italienische Leichtathletin ivorischer Herkunft, die sich auf den 100-Meter-Lauf spezialisiert hat und auch mit der 4-mal-100-Meter-Staffel erfolgreich ist.  

## Sportliche Laufbahn
2006 nahm Audrey Alloh erstmals an internationalen Meisterschaften, den U20-Weltmeisterschaften in Peking, teil und schied dort mit der italienischen Staffel bereits in der Vorrunde aus. Bei den U23-Europameisterschaften 2007 scheiterte sie über 100 Meter in der Vorrunde und mit der Staffel verpasste sie im Finale als Vierte nur knapp einen Medaillenrang. Im selben Jahr nahm sie auch an der Sommer-Universiade 2007 in Bangkok teil. Über 100 Meter gelangte sie dort bis uns Viertelfinale und mit der Staffel belegte sie Platz fünf. 2008 war Alloh Mitglied der italienischen Staffel bei den Olympischen Sommerspielen in Peking, die jedoch in der Vorrunde disqualifiziert wurde. Bei der Universiade in Belgrad schied Alloha über 100 Meter im Semifinale aus und gewann mit der Staffel die Goldmedaille. Es folgten ein Halbfinaleinzug über 100 Meter und ein siebter Platz mit der Staffel bei den U23-Europameisterschaften in Kaunas. 2010 schied sie mit der Staffel bei den Europameisterschaften in der Vorrunde aus.
Bei den Europameisterschaften in Helsinki erreichte sie über 100 Meter das Halbfinale und schied mit der Staffel in der Vorrunde aus. 2013 siegte sie mit der italienischen Staffel bei den Mittelmeerspielen in Mersin und belegte bei der Universiade über 100 Meter den achten Platz. Es folgte ein vierter Platz mit der Staffel und ein Halbfinaleinzug bei den Europameisterschaften 2014 in Zürich. 2015 stellte sie bei den Halleneuropameisterschaften eine neue Bestleistung im Halbfinale über 60 Meter auf, schied jedoch trotzdem aus.
2016 startete Alloh bei den Europameisterschaften 2016 in Amsterdam ausschließlich in der Staffel und konnte dort bis ins Finale gelangen und den achten Platz erreichen.

## Bestleistungen
- 100 m: 11,37 s (+1,5 m/s), am 25. Mai 2017 in Savona
  - 60 m (Halle): 7,24 s, am 8. März 2015 in Prag